# Krasni Kut (Lugansk)
Krasni Kut (en ucraniano: Красний Кут, romanizado: Krasnyi Kut; en ruso: Красный Кут, romanizado: Krasny Kut) es un asentamiento urbano ucraniano perteneciente al óblast de Lugansk. Situado en el este del país, hasta 2020 era parte del raión de Antratsit, pero es parte del raión de Rovenki y del municipio (hromada) de Jrustalni.
El asentamiento se encuentra ocupado por Rusia desde la guerra del Dombás, siendo administrado como parte de la de facto República Popular de Lugansk y luego ilegalmente integrado en Rusia como parte de la República Popular de Lugansk rusa.

## Geografía
Krasni Kut está a orillas del río Miusik, 26 km al noroeste de Antratsit y 54 km al suroeste de Lugansk.

## Historia
En 1600-1700, una ruta cosaca secreta desde el Sich de Zaporiyia hasta el río Don atravesaba este territorio. En el siglo XVIII, aquí había un campamento de invierno del palanquín de Kalmius del Ejército del Bajo Zaporiyia. También hay referencias a una casa de invernada ubicada cerca, que se conoce como "Barranco profundo en el río Miusik". Según la historia, un sargento militar retirado, Petro Dovhal, un cosaco recluso alfabetizado se asentó aquí. Los cosacos de Zaporiyia de la zona de Chernujina acudían a él en masa para inclinarse y para charlas espirituales. Krasni Kut fue fundado en 1775.
El pueblo fue elevado a un asentamiento de tipo urbano en 1938.
En 2014, durante la guerra del Dombás, los separatistas prorrusos tomaron el control de Krasni Kut y desde entonces está controlado por la autoproclamada República Popular de Lugansk.

## Demografía
La evolución de la población entre 1859 y 2022 fue la siguiente:
| 1414                                                          | 1640 | 3455 | 3108 | 2563 | 2474 | 2427 | 2400 |
| (Fuente: Cities & Towns of Ukraine y UKRAINE: Größere Städte) |      |      |      |      |      |      |      |

Según el censo de 2001, la lengua materna de la mayoría de los habitantes, el 88.29%, es el ucraniano; del 11,55% es el ruso.

## Infraestructura

### Transporte
La carretera nacional M 03 atraviesa Krasni Kut y la estación de tren más cercana está en Shterivka, a 25 km.

## Personas ilustres
- Vasili Nesterenko (1934-2008): físico soviético y bielorruso, antiguo director del Instituto de Energía Nuclear de la Academia de Ciencias de Bielorrusia (1977–1987).